# Municipio de Parma
El municipio de Parma (en inglés: Parma Township) es un municipio ubicado en el condado de Jackson en el estado estadounidense de Míchigan. En el año 2010 tenía una población de 2726 habitantes y una densidad poblacional de 28,92 personas por km².

## Geografía
El municipio de Parma se encuentra ubicado en las coordenadas 42°17′18″N 84°39′44″O / 42.28833, -84.66222. Según la Oficina del Censo de los Estados Unidos, el municipio tiene una superficie total de 94.27 km², de la cual 94 km² corresponden a tierra firme y (0,28 %) 0,27 km² es agua.

## Demografía
Según el censo de 2010, había 2726 personas residiendo en el municipio de Parma. La densidad de población era de 28,92 hab./km². De los 2726 habitantes, el municipio de Parma estaba compuesto por el 93,54 % blancos, el 3,26 % eran afroamericanos, el 0,62 % eran amerindios, el 0,33 % eran asiáticos, el 0,55 % eran de otras razas y el 1,69 % eran de una mezcla de razas. Del total de la población el 2,82 % eran hispanos o latinos de cualquier raza.